# Тана (фільм)
Тана (алб. Tana) — албанський чорно-білий художній фільм, знятий режисером Крістачем Дамо за мотивами однойменної повісті албанського письменника Фатміра Юсуфа Гьята на студії «Kinostudio Shqiperia e Re» («Нова Албанія») у 1958 році.
Брав участь в конкурсному показі Першого Московського міжнародного кінофестивалю (I ММКФ) 1959 року.

## Сюжет
Любовна мелодрама. Героїня фільму колгоспниця Тана закохана в Стефана, який живе високо в горах Албанії. Почуття Тани викликають ревнощі у Лефтера і її рідного дідуся, який не сприймає нових порядків, пов'язаних із самостійним вибором дівчини. Але кохання двох молодих людей перемагає всі перешкоди.

## У ролях
- Тінка Курті — Тана
- Наім Фрашері — Стефан
- Петар Гьока — дідусь
- Кадрі Роші — Лефтер
- Андон Пано — голова колгоспу
- Віолета Мануші
- Марія Логореці

## Цікаві факти
- Фільм «Тана» — дипломна робота режисера К. Дамо.
- Перший албанський фільм, повністю знятий албанцями.
- Перший в історії Албанії повнометражний кінофільм.
- Перший албанський фільм, в якому є сцени поцілунків.
- Після декількох місяців кінопрокату, фільм був знятий з екранів і піддався додатковій цензурі. Сцена поцілунку Тани і Стефана (знята з 29 дубля) була вирізана з кінцевої версії фільму.